# Isa Katharina Gericke
Isa Katharina Gericke (* 30. Juli 1973 in Berlin) ist eine norwegische Opernsängerin (Sopran).

## Leben
Isa Katharina Gericke wurde in Berlin geboren und wuchs in Norwegen auf. Sie studierte an der Norwegischen Musikhochschule in Oslo bei Ingrid Bjoner und Svein Bjørkøy (* 1951) sowie an der Hochschule der Künste in Berlin bei Ingrid Figur.
Im Jahr 2000 gab sie ihr Operndebüt beim Internationalen Opernfestival Kammeroper Schloss Rheinsberg als Susanna in Le nozze di Figaro von Wolfgang Amadeus Mozart. Im Herbst 2002 übernahm sie in einer Inszenierung des Trondheim Sinfonieorchesters die Gretel in Engelbert Humperdincks Hänsel und Gretel und im Herbst 2003 spielte sie diese Partie als Gast an der Norwegischen Oper Oslo. Als Konzertsängerin debütierte sie im März 2002 in Johann Sebastian Bachs Matthäuspassion mit der Oslo-Filharmonien unter der Leitung von Tõnu Kaljuste. Als Solistin trat sie unter anderem mit dem BBC Symphony Orchestra unter der Leitung von Sir Andrew Davis, der Tschechischen Philharmonie unter Philippe Auguin und dem Stavanger Symfoniorkester unter Philippe Herreweghe auf.
Gerickes Repertoire reicht von Liederzyklen Robert Schumanns, Franz Schuberts oder Alban Bergs über Kantaten von Johann Sebastian Bach und Messen von Joseph Haydn bis zu Partien in großen Barockopern, wie Euridice in Claudio Monteverdis L’Orfeo, Dido in Henry Purcells Dido and Aeneas oder Cleopatra in Händels Giulio Cesare.
Zusammen mit dem norwegischen Pianisten Sveinung Bjelland hat sie die künstlerische Leitung des Kammermusikfestivals Glogerfestspillene, das alljährlich im Januar in Kongsberg stattfindet.
Isa Katharina Gericke war die treibende Kraft, die – neben weiteren norwegischen Musikern, die der Barockmusik zugetan sind – Anfang 2007 die Oslo Barokk Opera gründete. Am 16. Februar 2007 eröffnete sie die Oslo Barock Oper in der ehemaligen Jakobskirche, die seit 2000 ein Kulturzentrum ist (Kulturkirken Jacob), mit La descente d’Orphée aux enfers von Marc-Antoine Charpentier.

## Auszeichnungen
- 2001: 1. Nationalpreis der Queen Sonja International Music Competition in Oslo
- 2002: Luitpoldpreis des Festivals Kissinger Sommer